# Краснослободск (Волгоградская область)
Краснослобо́дск — город (с 1955) районного подчинения в Среднеахтубинском районе Волгоградской области России. Административный центр городского поселения город Краснослободск. Входит в состав Волгоградской агломерации общей величиной 1,412 млн человек. Расположен на левом берегу реки Волги, напротив центрального района Волгограда.
Краснослободск — единственный город в Волгоградской области, расположенный внутри Волго-Ахтубинской поймы, то есть между Волгой и Ахтубой.

## История
В 1870 году на левом берегу Волги напротив Царицына был основан хутор Букатин (или Бакатин), Царицынской станицы Астраханского казачьего войска. Как и многие другие хутора в тех местах, он был назван по имени своего основателя — казака Агея Николаевича Букатина, переселившегося с семьёй на левый берег Волги из Царицына.
А. Н. Букатин дожил до 111 лет, умер в 1920 году и похоронен на хуторском кладбище с именной медалью за создание хутора, названного в его честь.
С 1920 по 1923 годы был волостным центром Ленинского уезда Царицынской губернии.
В 1923 году хутор был переименован в Красную Слободу по инициативе коммуниста Николая Букатина — внука основателя хутора.
В 1938 году Красная Слобода стала рабочим посёлком, а в 1955 году получила статус города, который был переименован в Краснослободск. В 1935—1955 годах Красная Слобода была центром одноимённого района.
Согласно решению исполкома Средне-Ахтубинского райсовета от 18 марта 1957 года районный центр из с. Средняя Ахтуба был перенесен в г. Краснослободск. Решением исполнительного комитета Сталинградского областного Совета депутатов трудящихся от 28 марта 1957 года № 7/146 решением исполкома Средне-Ахтубинского райсовета от 18 марта 1957 года о перенесении районного центра из с. Средняя Ахтуба в г. Краснослободск было отменено как неправильное.
В советский период город активно развивался, в нём действовали такие объекты промышленности как:
- судостроительно-судоремонтный завод,
- рыбный завод,
- хлебный завод,
- две мебельных фабрики (одна в районе средней школы № 2, вторая — около почтового отделения № 404161).

Огромное значение в жизни города занимала опытная станция Всесоюзного Института Растениеводства.
В городе велось строительство асфальтированных дорог, освещение улиц, действовали множество, ныне ликвидированных, объектов обслуживания населения — ателье, прачечная, городская столовая, общественная баня, кинотеатр, дом быта, автобусный парк и др.
Жилой фонд пополнялся многоквартирными домами в микрорайонах судоремонтного завода, опытной станции ВИР, Краснослободской ПМК и ПМК-41.
В микрорайоне судоремонтного завода действовали поликлиника и больница Водников.
С конца 90-х годов городская инфраструктура резко пришла в упадок, множество объектов было закрыто, было демонтировано уличное освещение и прекращено газгольдерное газоснабжение микрорайонов.
В 2009 году состоялось открытие первой очереди моста через Волгу, которая соединила Краснослободск и Волгоград, в связи с чем была закрыта существовавшая более 100 лет паромная переправа.

## Население
| 1959    | 1967    | 1970    | 1979    | 1989    | 1992    | 1996    | 1998    | 2000    |
| ------- | ------- | ------- | ------- | ------- | ------- | ------- | ------- | ------- |
| 18 993  | ↗19 000 | ↘17 749 | ↘16 047 | ↘13 533 | ↘12 900 | ↗13 100 | ↗13 300 | →13 300 |
| 2001    | 2002    | 2003    | 2005    | 2006    | 2007    | 2008    | 2009    | 2010    |
| →13 300 | ↗14 359 | ↗14 400 | ↗14 500 | ↗14 600 | →14 600 | →14 600 | ↘14 514 | ↗15 998 |
| 2011    | 2012    | 2013    | 2014    | 2015    | 2016    | 2017    | 2018    | 2019    |
| ↗16 000 | ↗16 091 | ↗16 398 | ↗16 689 | ↗16 996 | ↗17 356 | ↗17 405 | ↘17 327 | ↘17 281 |
| 2020    | 2021    | 2024    |         |         |         |         |         |         |
| ↘17 059 | ↘16 545 | ↘16 419 |         |         |         |         |         |         |

На 1 января 2025 года по численности населения город находился на 739-м месте из 1124 городов Российской Федерации.

## Экономика
На конец второго десятилетия XXI века промышленность в городе была практически полностью ликвидирована (в настоящее время исключение составляет небольшой хлебокомбинат компании «Хлебнаш»).
Сфера розничной торговли представлена магазинами индивидуальных предпринимателей и крупных торговых сетей.

## Наука
В Краснослободске находится одна из опытных станций Всероссийского института растениеводства им. Н. И. Вавилова (официальное название — государственное научное учреждение Волгоградская опытная станция Всероссийского научно-исследовательского института растениеводства имени Н. И. Вавилова Российской академии сельскохозяйственных наук, сокращённо — ГНУ Волгоградская опытная станция ВНИИР им. Н. И. Вавилова РАСХН).
Опытная станция основана в 1932 году на землях Волго-Ахтубинской поймы.
На станции должны сохраняться в живом виде и изучаться овощные, плодовые, ягодные, зерновые и кормовые культуры.
Основными направлениями деятельности станции заявлены: мобилизация мировых генетических ресурсов путём экспедиционных сборов, обмена семенами и посадочным материалом; поддержание и изучение образцов мировой коллекции, их размножение; проведение селекционной работы по созданию сортов овощных и плодовых культур (№ 81 в списке субъектов заявок Госсортокомиссии), семеноводство.

## Образование
В городе действуют:
- четыре детских сада,
- четыре общеобразовательные школы,
- филиал Волгоградского техникума водного транспорта (реорганизованный путем присоединения Профессиональный лицей им. А. Невского, ранее образованный на базе ПУ-20 и ПУ-42),
- школа искусств,
- центр детского творчества.
- МБУК "Краснослободский ГКДЦ "Остров"

## Спорт
До 2016 года в городе существовал городской стадион, являвшийся тренировочной и игровой ареной для местной футбольной команды «Водник». Территория стадиона местными властями была отдана под застройку жилыми домами для переселенцев из аварийного жилья.

## Здравоохранение
В городе имеются больница и поликлиника (филиалы Среднеахтубинской ЦРБ).